# Selección femenina de balonmano de Rusia

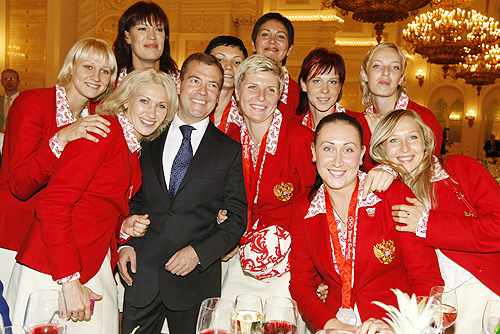
Selección femenina de balonmano de Rusia en los Juegos Olímpicos de Pekín 2008

La selección femenina de balonmano de Rusia es el equipo femenino de balonmano que representa a Rusia en la competiciones de selecciones nacionales femeninas. Se creó luego del desmembramiento de la Unión Soviética, y en 1993 disputó su primer Campeonato Mundial de Balonmano Femenino.

## Resultados
La selección de Rusia ha ganado cuatro veces el Campeonato Mundial (2001, 2005, 2007 y 2009), en tanto que logró la medalla de plata en los Juegos Olímpicos de Pekín 2008, oro en Río de Janeiro 2016 y plata en Tokio 2020.
En el Campeonato Europeo de Balonmano Femenino obtuvo el segundo puesto en 2006, el tercero en 2000 y 2008, y el cuarto en 2002 y 2004. En la Copa Mundial terminó primera en 2006, 2007 y 2011, y tercera en 2005.
Algunas jugadoras destacadas de la selección de Rusia han sido Irina Blisnova, Lyudmila Bodniyeva, Tatyana Chmyrova, Lyudmila Postnova, Inna Suslina, Emiliya Turey, Yelena Polyonova, Svetlana Bogdanova y Oxana Romenskaya.

## Plantillas de la selección que han conseguido una medalla olímpica
- Pekín 2008

Yekaterina Andryushina, Irina Bliznova,  Yelena Dmitriyeva, Anna Kareyeva,  Yekaterina Marennikova, Yelena Polyonova, Irina Poltoratskaya,  Lyudmila Postnova, Oksana Romenskaya, Nataliya Shipilova, Mariya Sidorova, Inna Suslina, Emiliya Turey,  Yana Uskova.
- Río de Janeiro 2016:

Anna Sedoykina, Polina Kuznetsova, Daria Dmitrieva, Anna Sen, Olga Akopyan, Anna Vyakhireva, Marina Sudakova, Vladlena Bobrovnikova, Victoria Zhilinskayte, Yekaterina Marennikova, Irina Bliznova, Ekaterina Ilina, Maya Petrova, Tatyana Yerokhina, Victoriya Kalinina.
- Tokio 2020:

Anna Sedoykina, Polina Kuznetsova,Polina Gorshkova, Daria Dmitrieva,
Anna Sen, Anna Vyakhireva, Polina Vedekhina, Vladlena Bobrovnikova,Kseniya Makeyeva, Elena Mikhaylichenko, Olga Fomina,Ekaterina Ilina, Yulia Managarova, Antonina Skorobogatchenko, Victoriya Kalinina.
Entrenador: Alexey Alekseev